# Dicliptera
Genre
Classification APG III (2009)
Dicliptera est un genre de plantes à fleurs de la famille des Acanthaceae originaires des régions tropicales et subtropicales du Monde.

## Listes d'espèces
- Dicliptera aculeata
- Dicliptera acuminata
- Dicliptera adusta
- Dicliptera albicaulis
- Dicliptera alternans Lindau
- Dicliptera aripoensis (Britton) Leonard.
- Dicliptera armata
- Dicliptera brachiata (Pursh) Spreng.
- Dicliptera chinensis (L.) Juss.
- Dicliptera elliotii C.B.Clarke
- Dicliptera falcata
- Dicliptera krugii Urban
- Dicliptera laxata C.B.Clarke
- Dicliptera maclearii Hemsl.
- Dicliptera martinicensis (Jacq.) Juss.
- Dicliptera mucronifolia Nees
- Dicliptera resupinata (Vahl) Juss.
- Dicliptera sericea Nees
- Dicliptera sexangularis (L.) Juss.
- Dicliptera suberecta (André) Bremek.
- Dicliptera trifurca